# Nový hřbitov (Třebíč)
Nový hřbitov je hřbitov v Třebíči, je umístěn v městské části Týn na okraji města u ulice Táborská, na hřbitově se nachází obřadní síň a rozptylová loučka. Součástí hřbitova je i muslimské pohřebiště, založené v roce 1994 jako první v České republice z popudu Mohameda Aliho Šilhavého.

## Historie
Hřbitov byl zřízen v roce 1977, kdy už přestalo dostačovat místo na původním tzv. Starém hřbitově. Dne 19. dubna 1994 bylo v zakryté části třebíčského nového hřbitova zřízeno muslimské pohřebiště, to stálo na místech určených pro tzv. papaláše. Muslimské pohřebiště bylo zřízeno z popudu Mohameda Ali Šilhavého, původně bylo zakoupeno 30 hrobových míst, kdy investorem bylo velvyslanectví Saúdské Arábie. K roku 2014 bylo na muslimském pohřebišti pohřbeno asi 50 lidí.
V květnu roku 2020 byla na obřadní síň instalována pamětní deska malíře a grafika Vlastimila Tomana. O rok později, dne 11. října 2021 k ní přibyla pamětní deska válečného hrdiny Antonína Kaliny.
V roce 2021 byla na hřbitově nainstalována vzpomínková Lavička válečných veteránů s pořadovým číslem 99, je umístěna u hrobu rotného Zdeňka Kašpárka.
V roce 2022 získaly třebíčské hřbitovy novou společnost, která je provozuje.

## Pohřbení
Na hřbitově je mimo jiné pohřben Mohamed Ali Šilhavý.

## Galerie

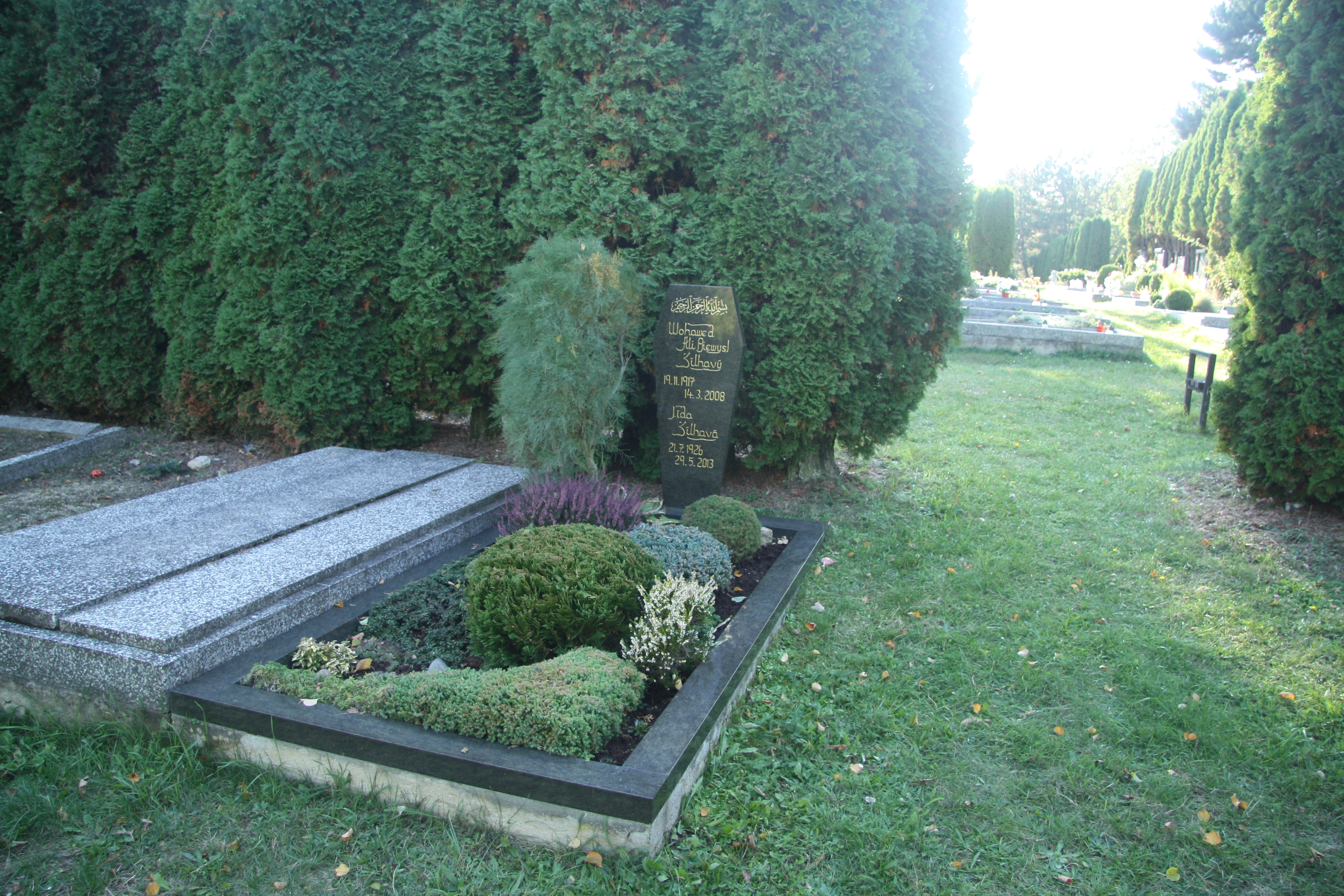
Hrob Mohameda Aliho Šilhavého a jeho manželky v muslimské částí hřbitova
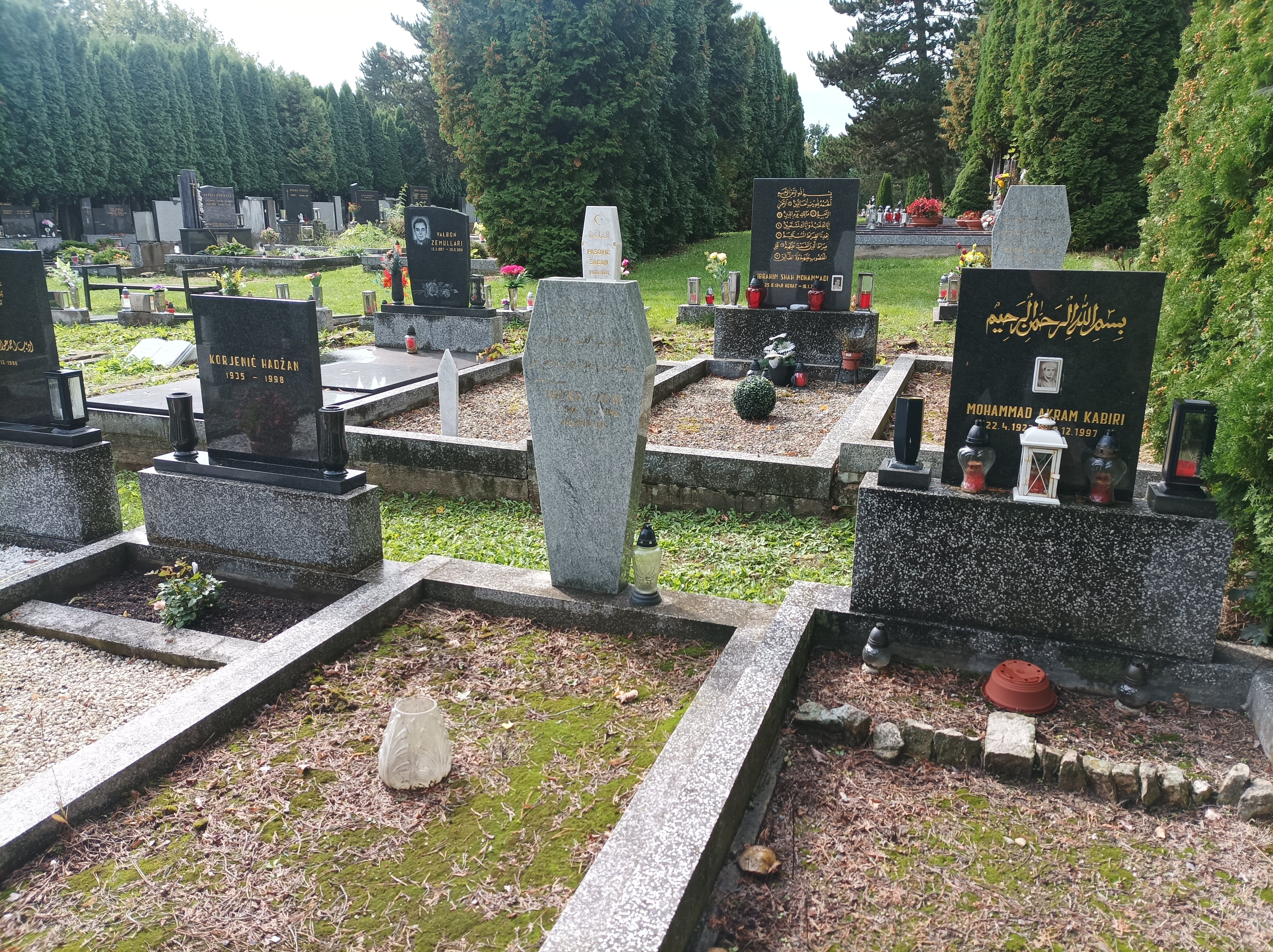
Další náhrobky v muslimské části
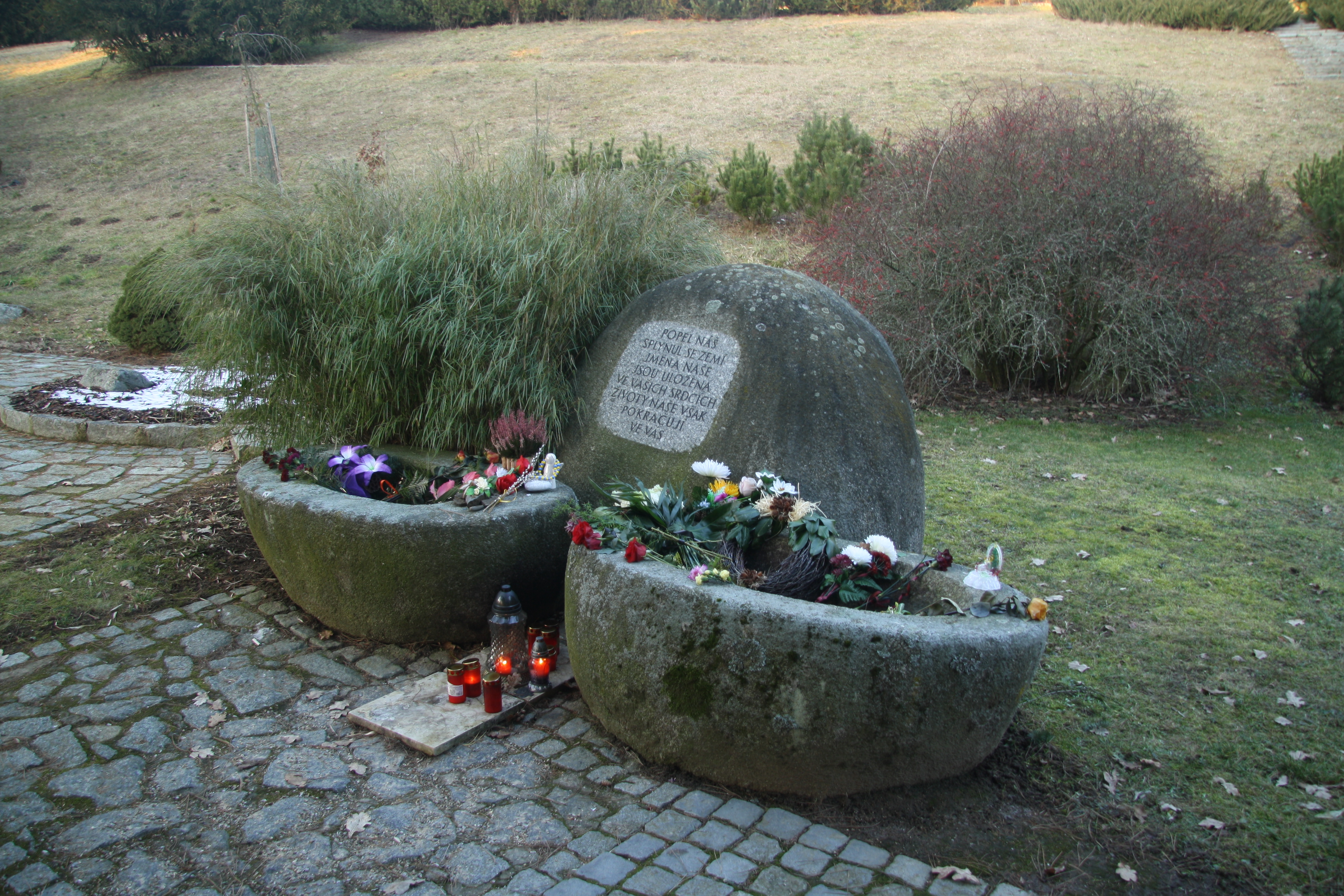
Rozptylová loučka
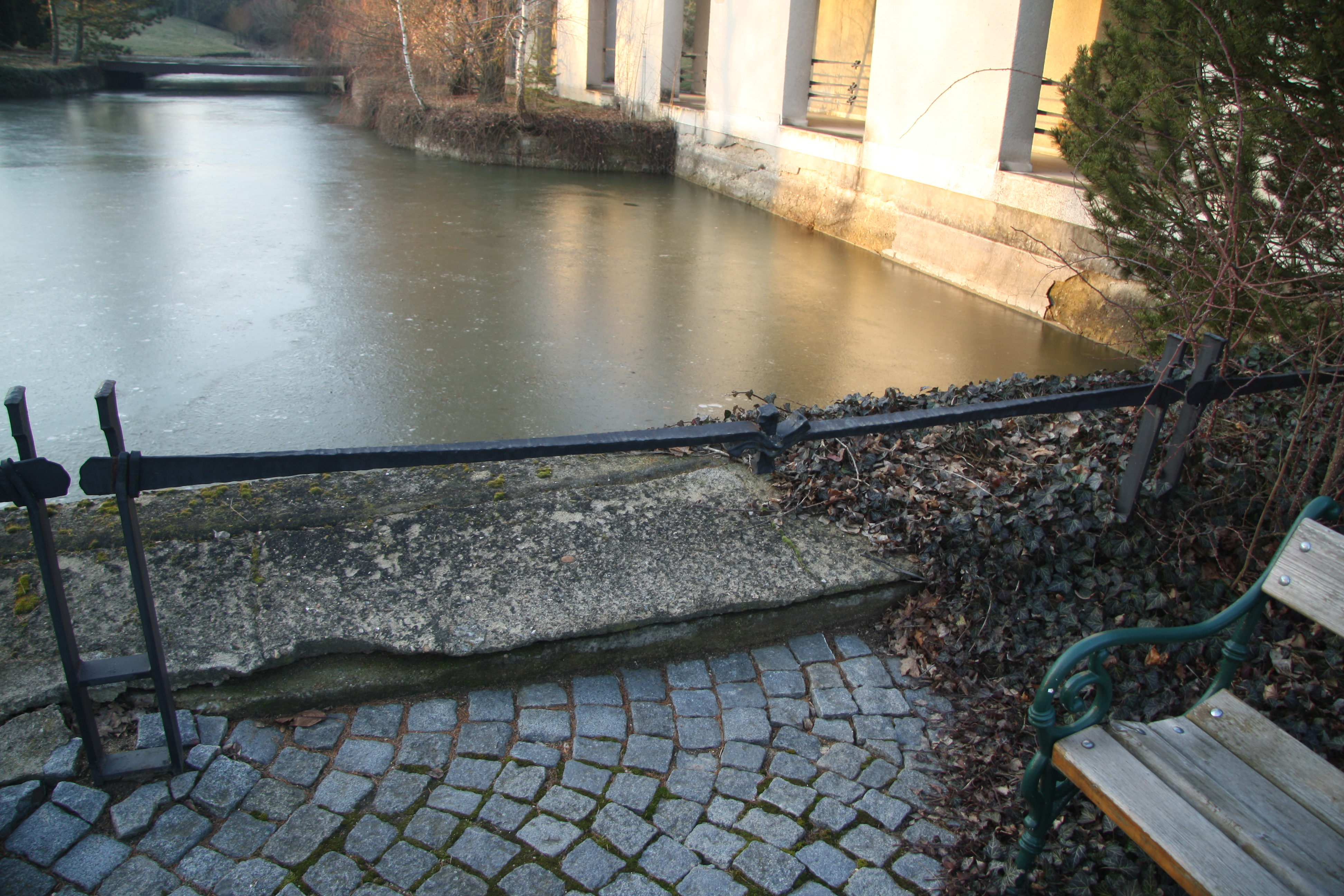
Vodní plocha u obřadní síně
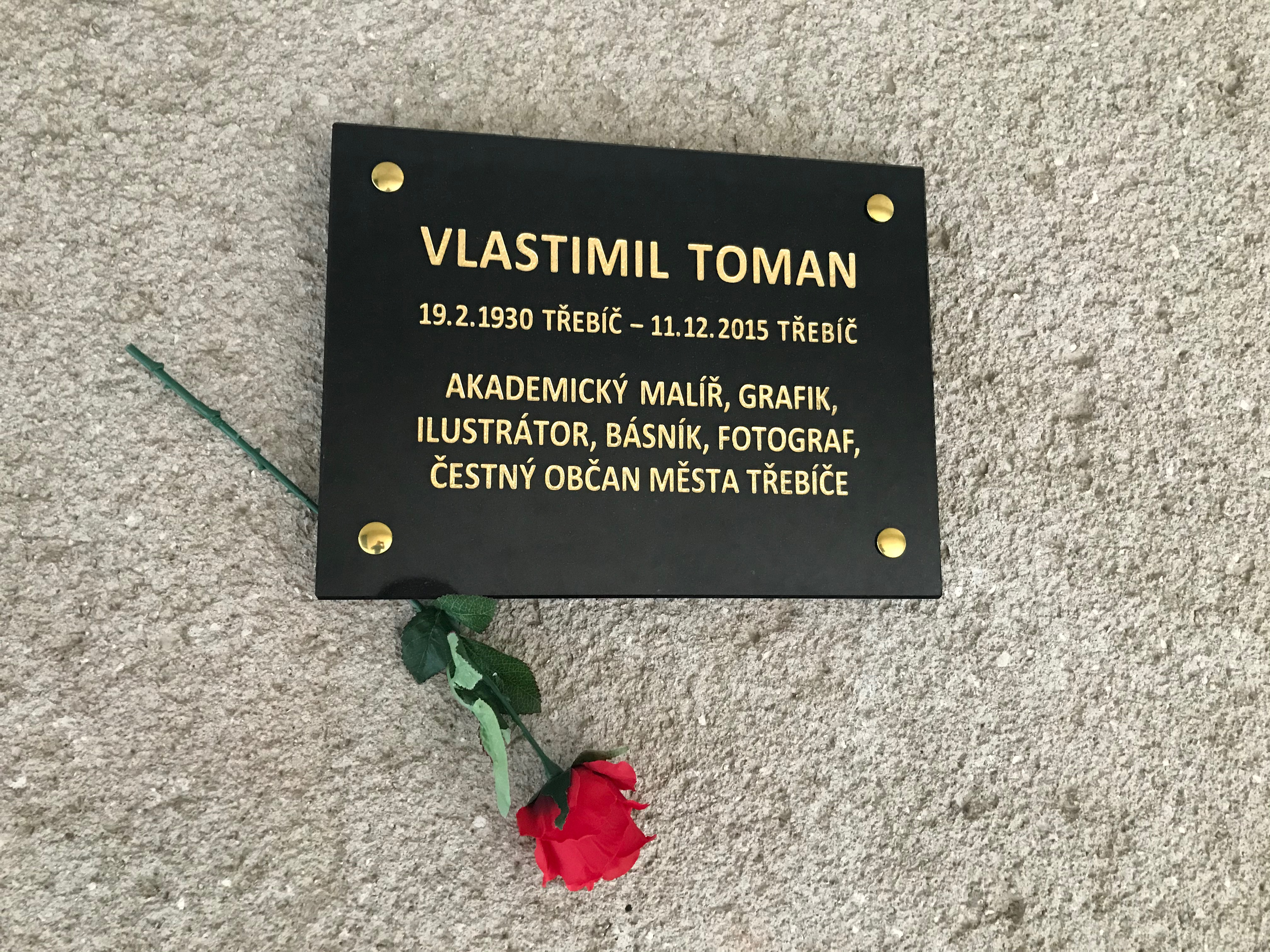
Pamětní deska Vlastimila Tomana
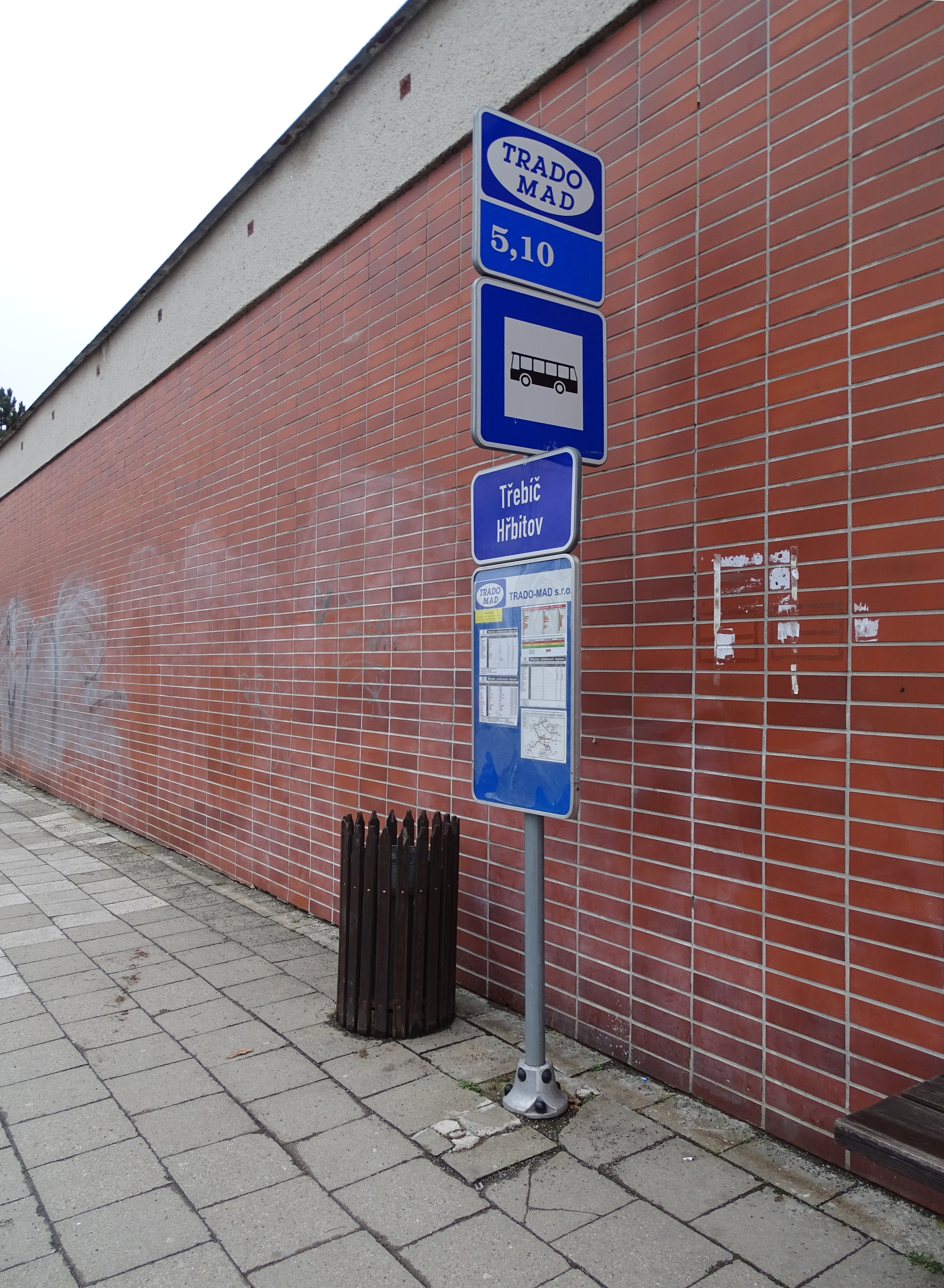
Autobusová zastávka před hřbitovem